# うしろ髪ひかれ隊 (アルバム)
『うしろ髪ひかれ隊』（うしろがみひかれたい）は、うしろ髪ひかれ隊通算1枚目のオリジナルアルバム。1987年9月5日にキャニオン・レコードから発売された。

## 解説
- おニャン子クラブ解散間際にリリースされたファーストアルバム。
- CX系アニメ『ハイスクール!奇面組』のオープニング&エンディング・テーマソングを計4曲収録。
- メンバー3人のソロ・ヴォーカル楽曲も収録している。
- シングル曲（A面・B面ともに）は、以下のアルバムで音質向上した音源を聴くことができる。
  - MYこれ!クション うしろ髪ひかれ隊BEST（2001.12.5）
  - うしろゆびさされ組+うしろ髪ひかれ隊 SINGLESコンプリート（2007.7.18）
  - Myこれ!Lite うしろ髪ひかれ隊（2010.04.21）

## 収録曲
1. あなたを知りたい
  - 作詞: 秋元康 、作曲・編曲: 後藤次利

CX系『ハイスクール!奇面組』オープニング・テーマ
2. 歴史的に乙女は…
  - 作詞: サエキけんぞう 、作曲・編曲: 後藤次利

斉藤満喜子のソロ楽曲
3. 立つ鳥跡を濁さず （Remix Version）
  - 作詞: 秋元康 、作曲・編曲: 後藤次利

CX系『ハイスクール!奇面組』エンディング・テーマ
4. 素敵なモーニングドライブ
  - 作詞: 吉沢久美子 、作曲・編曲: 後藤次利

生稲晃子のソロ楽曲
5. Nice!
  - 作詞: 三浦徳子 、作曲・編曲: 後藤次利
6. うしろ髪ひかれたい （Remix Version）
  - 作詞: 秋元康 、作曲・編曲: 後藤次利

CX系『ハイスクール!奇面組』エンディング・テーマ
7. 潮風の迷子
  - 作詞: サエキけんぞう 、作曲・編曲: 後藤次利

工藤静香のソロ楽曲
8. 時の河を越えて（Vocal New Version）
  - 作詞: 秋元康 、作曲・編曲: 後藤次利

CX系『ハイスクール!奇面組』オープニング・テーマ[2]
ボーカル及びアレンジを新たに録音し、ソロパートがシングルと異なる箇所がある。

## 参加ミュージシャン
うしろ髪ひかれ隊
- 生稲晃子
- 工藤静香
- 斉藤満喜子

- Drums: 山木秀夫, 江口信夫, 島村英二
- E.Guitar: 今剛, 松原正樹, 岩倉健二
- Bass: 後藤次利
- Percussion: 浜口茂外也
- Keyboards: 小林武史, 西本明, 国吉良一
- Synth. Operation: 藤井丈司, 伯耆弘徳, 迫田到
- Chorus: 広谷順子, Raji

## 関連作品
- MYこれ!クション うしろ髪ひかれ隊BEST
- うしろゆびさされ組+うしろ髪ひかれ隊 SINGLESコンプリート